# Avdeevia antarctica
Avdeevia antarctica is een eenoogkreeftjessoort uit de familie van de Tisbidae. De wetenschappelijke naam van de soort is voor het eerst geldig gepubliceerd in 1994 door Bresciani & Lützen.